# کارتیه

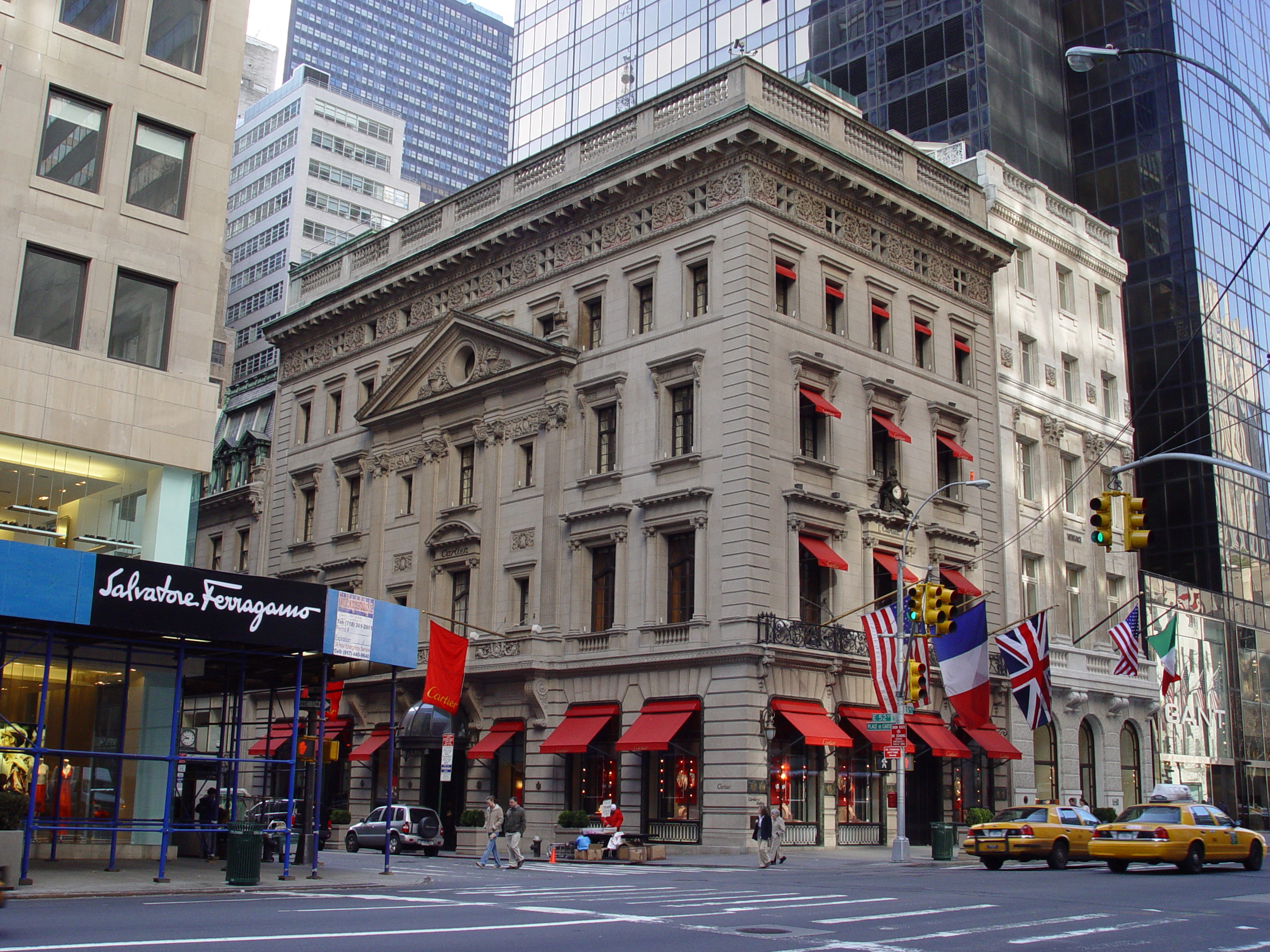
ساختمان شعبه کارتیه، در نیویورک

کارتیه (به فرانسوی: Cartier) شرکت طراحی، تولید، پخش و فروش جواهرات و ساعت می‌باشد، که دفتر مرکزی آن، در شهر پاریس، فرانسه قرار دارد.
شرکت کارتیه در سال ۱۸۴۷ توسط لویی کارتیه تأسیس شد. این شرکت تا سال ۱۹۶۴ تحت کنترل خانواده کارتیه باقی ماند. تا اینکه توسط شرکت سوئیسی ریشمون خریداری گردید. کارتیه اکنون یک شرکت تابعه متعلق به شرکت ریشمون است.

## کارتیه یا کارتیر، کدام صحیح است؟
کلمه Cartier به زبان انگلیسی، کارتیه خوانده می شود و در زبان فرانسوی به آن کَختیه می گویند و در هر حال، حرف ر که در آخر آن است خوانده نمی شود. بنابراین کلمه صحیح، کارتیه می باشد. با توجه به توضیحاتی که گفته شد، بین کارتیه یا کارتیر، کارتیه کلمه صحیح است؛ در صورتی که در بسیاری از سایت ها هنوز هم به اشتباه این دو کلمه به جای یکدیگر استفاده می شود. [منبع]